# Luca Tozzi
Pour les articles homonymes, voir Tozzi.
Luca Tozzi, né le 21 novembre 1638 à Frignano, près d’Aversa, et mort le 11 mars 1717 à Naples, est un médecin italien.

## Biographie
Né en 1638 à Frignano, près d’Aversa, Luca Tozzi apprend les belles-lettres chez les Jésuites et la médecine à l’université de Naples. Quelques observations publiées sur la comète de 1664 le font bénéficier de la réputation de savant. Tozzi prend la tête d’une académie connue sous le nom de discordanti, pour balancer l’influence des investiganti, à laquelle est affilié notamment Borrelli, et en même temps pour s’opposer aux progrès des secreti, société nouvellement fondée par Giambattista della Porta, dans le but de diffuser les découvertes utiles. Cette rivalité attire l’attention de la cour de Rome, qui, alarmée par le titre mystérieux de l’académie de Porta, en ordonne la suppression. 
Tozzi, agrégé à la faculté de médecine, est nommé suppléant de Thomas Cornelio puis professeur à l’université de Naples. Désigné pour succéder à Malpighi, il se rend en 1695 à Rome, où il prend les fonctions d’archiatre pontifical en plus d'être professeur de médecine à la Sapienza. À la mort d’Innocent XII, il est appelé en Espagne pour devenir premier médecin de la cour. Il s'apprête à franchir les Alpes lorsqu’il apprend à Milan la mort de Charles II. Touché par cette nouvelle, il fait demi-tour, refuse les propositions de Clément XI, qui aurait voulu le retenir auprès de lui et arrive à Naples, où le duc de Medina-Celi, vice-roi espagnol, le prend à son service et le nomme proto-médecin du royaume. Tozzi meurt à Naples le 11 mars 1717. Giacinto Gimma écrit son éloge du vivant de Luca Tozzi.

## Œuvres
- Recondita naturæ opera jam detecta, ubi circa cometam (du mois de décembre 1664) disseritur, Naples, 1665, in-12. Ce livre n’est pas mentionné dans la Bibliographie astronomique de Lalande. Gimma s’est trompé en parlant d’une comète de 1674.
- Medicina theoretica, Lyon et Avignon, 1681-1687, in-8°. L’auteur n’établit aucun système ; il se borne à exposer les opinions des anciens et des modernes sur les maladies et sur les différents remèdes.
- In Hippocratis aphorismos commentaria, Naples, 1693, 2 vol. in-4° ;
- Horarum æquinoctialium et antiquarum expositio, ibid., 1706, in-4°. Dans ce mémoire, Tozzi cherche à deviner ce que Galien a voulu dire par ses heures équinoxiales ou égales.
- Comment. in librum artis medicinalis Galeni, etc., Padoue, 1711, in-4° ;
- Theses physicæ, ex sacris litteris depromptæ. Tozzi n’est pas le premier qui se soit efforcé de trouver un système de physique dans la Bible. Il existe un recueil complet de ses œuvres, Venise, 1721, 5 vol. in-4°.